# Museu Afro-Brasileiro
O Museu Afro-Brasileiro (MAFRO) é um órgão suplementar da Faculdade de Filosofia e Ciências Humanas da Universidade Federal da Bahia. Foi inaugurado em 7 de janeiro de 1982, pela então diretora do Centro de Estudos Afro-Orientais, Yeda Pessoa de Castro, através de um acordo entre os Ministérios das Relações Exteriores e da Educação e Cultura do Brasil, o governo da Bahia, a prefeitura da cidade do Salvador e a Universidade Federal da Bahia.
Trata-se de uma instituição que se propõe defender, estudar e divulgar tudo o que se relacione com temas afro-brasileiros. Para esse fim, dispõe de uma coleção de peças de origem ou inspiração africana, ligadas quer ao trabalho e à tecnologia, quer à arte e às religiões. Neste campo, há também lugar a objetos de origem brasileira, relacionados com a religião afro-brasileira da Bahia, incluindo um conjunto de talhas em cedro de autoria de Carybé, 27 painéis representando os orixás do candomblé da Bahia.
Apesar de integrar a Faculdade de Filosofia e Ciências Humanas, o Museu, que foi primeiro organizado por Pierre Verger, está instalado em outra Unidade Acadêmica da UFBA, a Faculdade de Medicina da Bahia, localizada no Terreiro de Jesus, Centro Histórico de Salvador.